# Българско военно гробище (Хума)
Българското военно гробище в Хума е създадено по време на Първата световна война, когато в него са погребани български войници и офицери от 8-и приморски полк, загинали в битката при Яребична. 
В двора на църквата „Свети Пантелеймон“ се намират 16 гроба на полкови офицери, а в района - две братски могили със 771 погребани в тях войници.
- Гробището и църквата през Първата световна война
- Съвременен изглед на гробището
- Съвременен изглед на гробището